# カテリーナ・カリツコ
カテリーナ・オレクサンドリヴナ・カリツコ (Kateryna Oleksandrivna Kalytko; ウクライナ語: Катерина Олександрівна Калитко; 1982年3月8日 - ) はウクライナの詩人、作家、翻訳家で、2000年からウクライナ全国作家同盟のメンバーであり、ウクライナペンクラブにも所属している。彼女の詩は、詩人の連想性と存在の悲劇というものを、頻繁に捉えた複雑なイメージが特徴である。

## 生い立ちと教育
1982年3月8日に、ウクライナの都市ヴィーンヌィツャで生まれた。カリツコは1999年から2005年までキーウ・モヒーラ・アカデミー国立大学で政治学とメディアを学んだ。ヴィーンヌィツャから遠く離れたサラエヴォにも在住し、そこでボスニア・ヘルツェゴビナの現代文学、つまりエミール・クストリッツァ、ミレット・プロダノビッチ、ミハイロ・パンティッチ、ウグレシュ・シャイティナツなどの作品を研究、翻訳している。

## 経歴
カリツコは2007年にキーウの出版社ファクトから出た短編散文集『М.істерія』の共著者だった。彼女の著書『Land of the Lost, or Little Scary Tales』は、オールドライオン社から出版されたが、2017年のBBC年間図書賞に選ばれた。作品集は2019年には文学ポータルサイトLitAccentによるLitAccent文学賞を、詩の部門で獲得した。2023年には、国民連合ラジオのための口述作品委嘱を受けた。同年には詩集『Орден мовчальниць 』によりカリツコにシェフチェンコ・ウクライナ国家賞が授与された。
彼女の作品は英語、ドイツ語、ポーランド語、アルメニア語、リトアニア語、スロベニア語、セルビア語、ブルガリア語、イタリア語、そしてヘブライ語に翻訳されている。彼女はその翻訳により、ウクライナのメタフォラ翻訳賞と、雑誌『クーリエ・クリフバス』で知られるクーリエ・クリフバス翻訳賞を受賞した。

## 作品

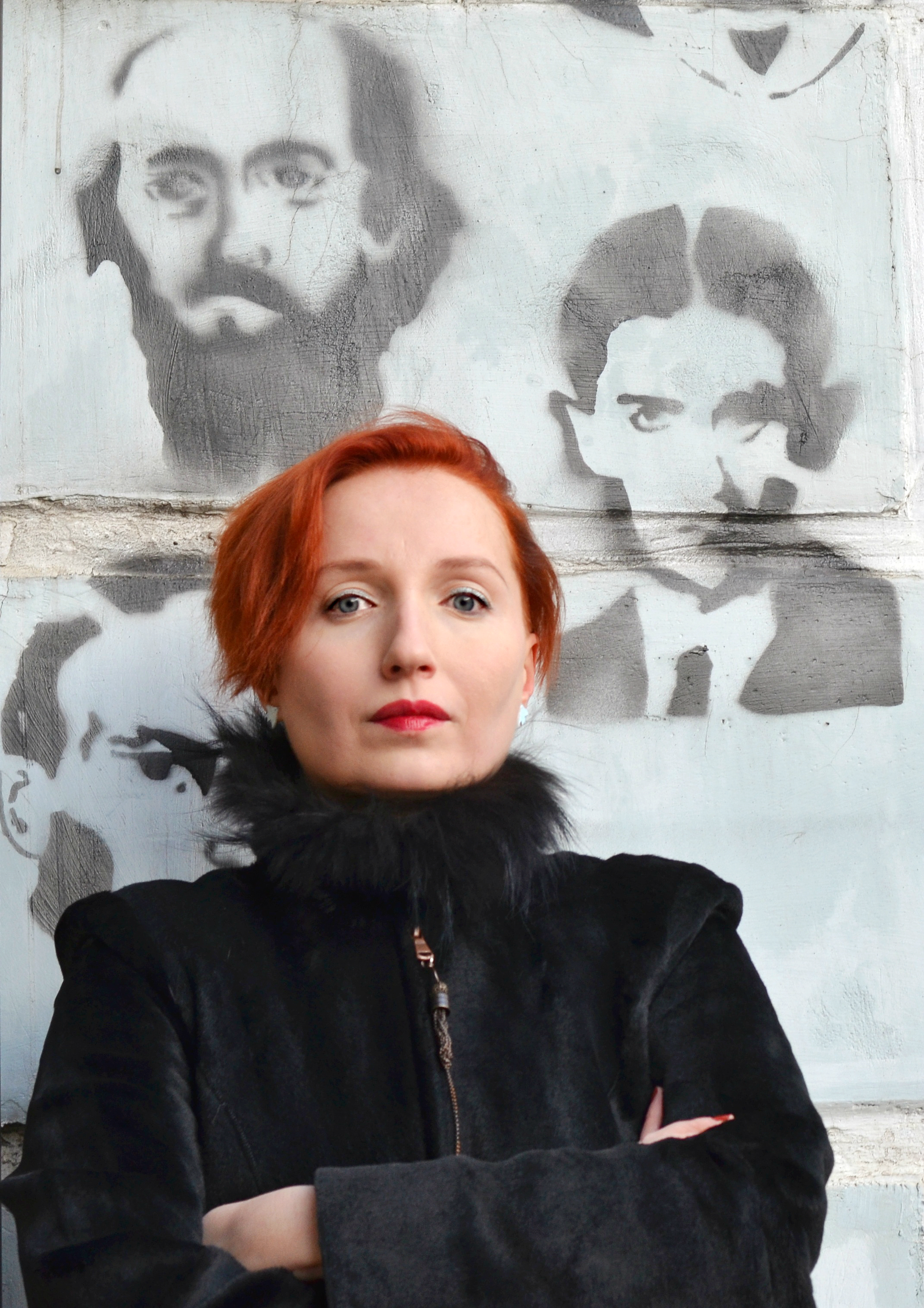
カリツコ、2017年

### 詩[15][2]
- Посібник зі створення світу (1999)
- Сьогоднішнє завтрашнє (2001)
- Портретування асфальту (2004)
- Діалоги з Одіссєем (2005)
- Сезон штормів (2013)
- Катівня. Виноградник. Дім (2014)
- Бунар (2018)
- Ніхто нас тут не знає, і ми – нікого (2019)
- Орден мовчальниць (2021)[3]

### 翻訳[2]
- Туфлі до вручення Оскара (Melina Kamerić, 2013)
- Історії про людей і тварин (Miljenko Jergović, 2013)
- Срда співає в сутінках, на Трійцю (Miljenko Jergović, 2014)
- Смерть – неперевірена чутка (Emir Kusturica, 2014)
- Сагіб (Nenad Velychkovych, 2014)
- Аркадія (Mileta Prodanovich, 2015)
- Прогулянка хмарами (Mykhailo Pantych, 2015)
- Дуже скромні дари (Uglješa Šajtinac, 2016)
- Сараєво для початківців (Ozren Kebo, 2017)
- Дервіш і смерть (Meša Selimović, 2017)
- Іншалла, Мадонно, іншалла (Miljenko Jergović, 2018)

## 影響
スペインの詩人、劇作家のフェデリコ・ガルシーア・ロルカは、汎神論の支持者で宇宙感覚の達人であるが、彼女のお気に入りの作家の一人である。

## 政治的立場
カリツコはインタビューで、2014年からのロシア・ウクライナ紛争は避けられず、それは単に遅れただけで、いずれは起こることだったと常にわかっていた、と主張した。なぜなら私たちは最終的にロシアの管理下から逃れるまで、独立は傀儡国家にすぎないからである。この時の本当の独立宣言から、まだ5年しかたっていない。彼女はマイダン革命以前のウクライナ社会に対して批判的であり、「ここにいる人たちは子どもっぽく、理想に欠け、戦争が始まれば皆どこかへ逃げてしまう」と語っていた。彼女はこうした状況に罪悪感を感じていた。

## 私生活
カリツコの母親は、3月8日のお産の時に医者と産婆が彼女を無神経に扱い、彼女の言うことを聞かずに冷淡だった結果、大変な苦しみを味わった。彼らはその代わり国際女性デーを祝うために立ち去った。大人になって、彼女は誕生日である現在の形の3月8日を嫌い、年上の女性たちが年下の女性に示す仲間同士の意識や尊敬の欠如を嫌った。さらに、彼女が5歳の時、彼女は結婚に興味はなく、男たちは面倒なので迷惑をかけるだけだ、と祖母に告げた。

## 栄誉
カリツコが授与された賞と栄誉は次のとおりである。
- シェフチェンコ・ウクライナ国家賞 (2023年)[17][18]
- LitAccent of the Year (2019年)
- Laureate of Women in Arts Award's Literate category (2019年)[13]
- The Lviv — UNESCO City of Literature Award (2019年)[19]
- Joseph Konrad-Kozhenowski Literary Prize (2017年)[20]
- BBC Book of the Year Award (2017年)
- Vilenica Crystal (2016年)[21]
- Fellowship at the Writer's Program of the Central European Initiative (2015年)[22]
- Metaphora Award (2014年)[23]
- Blagovest Award (2001年)